# ロベレ将軍
『ロベレ将軍』（ロベレしょうぐん、原題：Il generale Della Rovere）は、1959年にイタリアで製作・公開されたモノクロ映画である。同年9月ヴェネツィア国際映画祭において上映され、金獅子賞を受賞した。原作は実話に基づいたインドロ・モンタネッリの小説。

## ストーリー
1943年、シチリアを占領されたイタリア政府は、連合軍に無条件降伏したが、北イタリアではナチス・ドイツが、失脚したムッソリーニを首班に傀儡政権を打ち立て、戦争を続行していた。各都市で抵抗運動が起こるなか、ジェノヴァではファブリッツィオ率いるパルチザンのもとに北アフリカからレジスタンスの指導者ロベレ将軍が送り込まれようとしていた。
エマニュエーレ・バルドーネは男前で押し出しがよいが、誤ってゲシュタポに逮捕された男たちの家族から釈放を交渉してやろうと持ちかけて金をせしめては、賭博に時を過ごすペテン師である。しかし、ついには悪事がばれ、逮捕される。ちょうどその頃ゲシュタポのミュラー大佐は一斉検挙した運動家のなかにファブリッツィオがいるとにらみ、刑務所にスパイを潜り込ませてリーダーを特定しようとしていた。たまたまそのとき上陸直後のロベレ将軍が射殺された。そこで捕まったばかりのバルドーネに目をつけ、無罪放免と引き換えに、将軍に成り済ましてミラノの刑務所にスパイとして入り込むことを承諾させる。
獄内で接触をとって来た受刑者がバルドーネのミスから拷問を受けるが、それでも口を割らずに死んで行く。またロベレ将軍の夫人からは愛情と敬意に満ちた手紙を受取る。こうして将軍をめぐる人たちの勇気と忠誠心を目撃するうちに、バルドーネは心中に愛国心がわき起こってくるのを感じ始める。そして最後まで将軍を演じ続けることに心を決し、夫人宛てに「死を前に思うのは君のことだ。イタリア万歳」とのメモを託して、自ら銃殺場へと赴く。　

## キャスト

ハンネス・メッセマー(左)とデ・シーカ

- エマニュエーレ・バルドーネ - ヴィットリオ・デ・シーカ
- ミュラー大佐 - ハンネス・メッセマー

## トリビア
主人公バルドーネ役には当初、リノ・ヴァンチュラが予定されていた。